# Sentinelle (film, 2023)
Pour les articles homonymes, voir Sentinelle.
Pour plus de détails, voir Fiche technique et Distribution.
Sentinelle est un film français écrit et réalisé par Hugo Benamozig et David Caviglioli sorti en 2023.

## Synopsis
Sur l'île de La Réunion, François Sentinelle est un policier aux méthodes brutales qui mène en parallèle une vie de chanteur de charme. Alors qu’il prépare un nouvel album, une vague de crimes violents a lieu sur l’île, avec le kidnapping d'une haute personnalité locale et le meurtre d'une autre. Sentinelle se retrouve chargé de l'affaire, mais n’a pas vraiment la tête à enquêter, étant surtout préoccupé par sa musique.

## Fiche technique
- Titre : Sentinelle
- Réalisation et scénario : Hugo Benamozig et David Caviglioli
- Musique : Thomas Couzinier et Frédéric Kooshmanian
- Décors : Jérémy Streliski
- Costumes : Amandine Cros
- Photographie : Vincent Mathias
- Montage : Jean-Christophe Hym et Marco Goncalves
- Son : Benjamin Charier, Alexis Meynet, Mélanie Blouin et Victor Praud
- Production : Léonard Glowinski, Benjamin Bellecour et Jonathan Cohen
- Sociétés de production : 22h22 et Les Films entre 2 et 4
- Société de distribution : Prime Video
- Pays de production :  France
- Langue originale : français
- Format : couleur
- Genre : action, comédie policière
- Durée : 99 minutes
- Date de sortie : 
  - France : 8 septembre 2023 (Prime Video)

## Distribution
- Jonathan Cohen : le capitaine François Sentinelle
- Raphaël Quenard : Rémi Morisset
- Emmanuelle Bercot : Florence Cazeaux-Rocher
- Gustave Kervern : Valéry Rocher
- Ramzy Bedia : Frédo
- Laurent Evuort-Orlandi : Sorcier
- Ken Eind : Gilles Hoarau
- Joseph Woerlen : Rayane
- Matthieu Virginius : Jonas Terrence
- Dimitri Virginius : Freddy Terence
- Carlito Benzini : Stillian
- Luca Besse : Maousse
- Hugo Dillon : Serpent
- Jessy Ugolin : Amandine Bègue
- Abdoulaye Gago : Abdou, le monteur
- Yann Papin : le réalisateur de clip
- Thierry René : Wagner
- Hervé Rakotofiringa : Laurent Chakravarty
- Louzolo Mahonga : Timothée
- Audrey Dorval : Carole
- Yves Tolita : Michel, le passant touché

## Accueil
Guillemette Odicino pour Télérama a qualifié le film de « déjanté et survitaminé » : « Si ce film était américain, il pourrait s'inscrire dans la famille des comédies des frères Farrelly ou du Very Bad Cops d'Adam McKay. Il est français, mais dans le genre, le duo Hugo Benamozig-David Caviglioli (déjà à l'œuvre dans le savoureux Terrible Jungle) ne démérite pas, à fond les manettes dans l'action survitaminée,  la violence pour rire et la mise en valeur de la bouffonnerie jusqu'au-boutiste de Cohen. »